# خط سيمسون

خط سيمسون (بالأحمر) للنقطة بالنسبة للمثلث.

في الهندسة الرياضية، خط سيمسون (بالإنجليزية: Simson line)‏ هو مستقيمٌ يمُرّ بمساقط نقطةٍ مشتركةٍ مع مثلثٍ في دائرته المحيطة على أضلاعه. رياضياً: إذا كان {\displaystyle \triangle ABC} مثلثاً ذو دائرةٍ محيطةٍ {\displaystyle \Omega } والنّقطةُ {\displaystyle P} واقعةٌ عليها ومساقطها على مستقيمات المثلث {\displaystyle CA,AB,BC} هي {\displaystyle L,M,N} على الترتيب، فإنّ النقاط {\displaystyle L,M,N} هي نقاطٌ متسامتةٌ ويُسمّى خطّها خط سيمسون. كما أنَّ عكسَ النظريةِ صحيحٌ أيضاً؛ إذا تسامتت مساقطُ نقطةٍ على أضلاع مثلث، فلا بدَّ أنَّ تقع هذه النقطة على دائرة المثلث المحيطة. بالإمكان التعبير عن ذلك أيضاً بأنَّ نقطةً ينعدمُ عندها مثلث المساقط إذا وفقط إذا وقعت على دائرته المحيطة.

## البرهان
بالإمكان إثبات وجود خط سيمسون لأيّ نقطةٍ تقع على محيطةِ مثلثٍ عبر الزوايا الناتجة عن الرباعيات الدائرية. حتى تقع النقاط على استقامةٍ واحدةٍ، فإنَّ هذا يعني أنّ الزاويتين: {\displaystyle \angle NMP+\angle PML=180^{\circ }}. ولأن الرباعيَّ {\displaystyle PCAB} دائريٌّ فإنَّ {\displaystyle \angle PBA+\angle ACP=\angle PBN+\angle ACP=180^{\circ }}، من مجموع الزوايا المتقابلة للرباعي {\displaystyle PMNB} فإنّه أيضاً رباعي دائري، إذن: {\displaystyle \angle PBN+\angle NMP=180^{\circ }} وكنتيجة: {\displaystyle \angle NMP=\angle ACP}. الآن {\displaystyle PLCM} رباعي دائري أيضاً للتبرير السابق نفسه. وهكذا:{\displaystyle \angle PML=\angle PCL=180^{\circ }-\angle ACP}. أخيراً: {\displaystyle \angle NMP+\angle PML=\angle ACP+(180^{\circ }-\angle ACP)=180^{\circ }}.